# Gerrolasius krugeri
Gerrolasius krugeri är en tvåvingeart som beskrevs av H. Oldroyd 1974. Gerrolasius krugeri ingår i släktet Gerrolasius och familjen rovflugor. Inga underarter finns listade i Catalogue of Life.